# Der Ziegenhirt
Der Ziegenhirt (auch: Der Ziegenhirt Peter Klaus) ist eine Volkssage aus dem Kyffhäuserkreis. Sie wurde von dem deutschen Theologen und Erzählforscher Johann Karl Christoph Nachtigal aus Halberstadt niedergeschrieben und in die heute überlieferte Form gebracht. Dem Schriftsteller Washington Irving diente die Sage als Vorlage seiner short story Rip Van Winkle.

## Entstehung

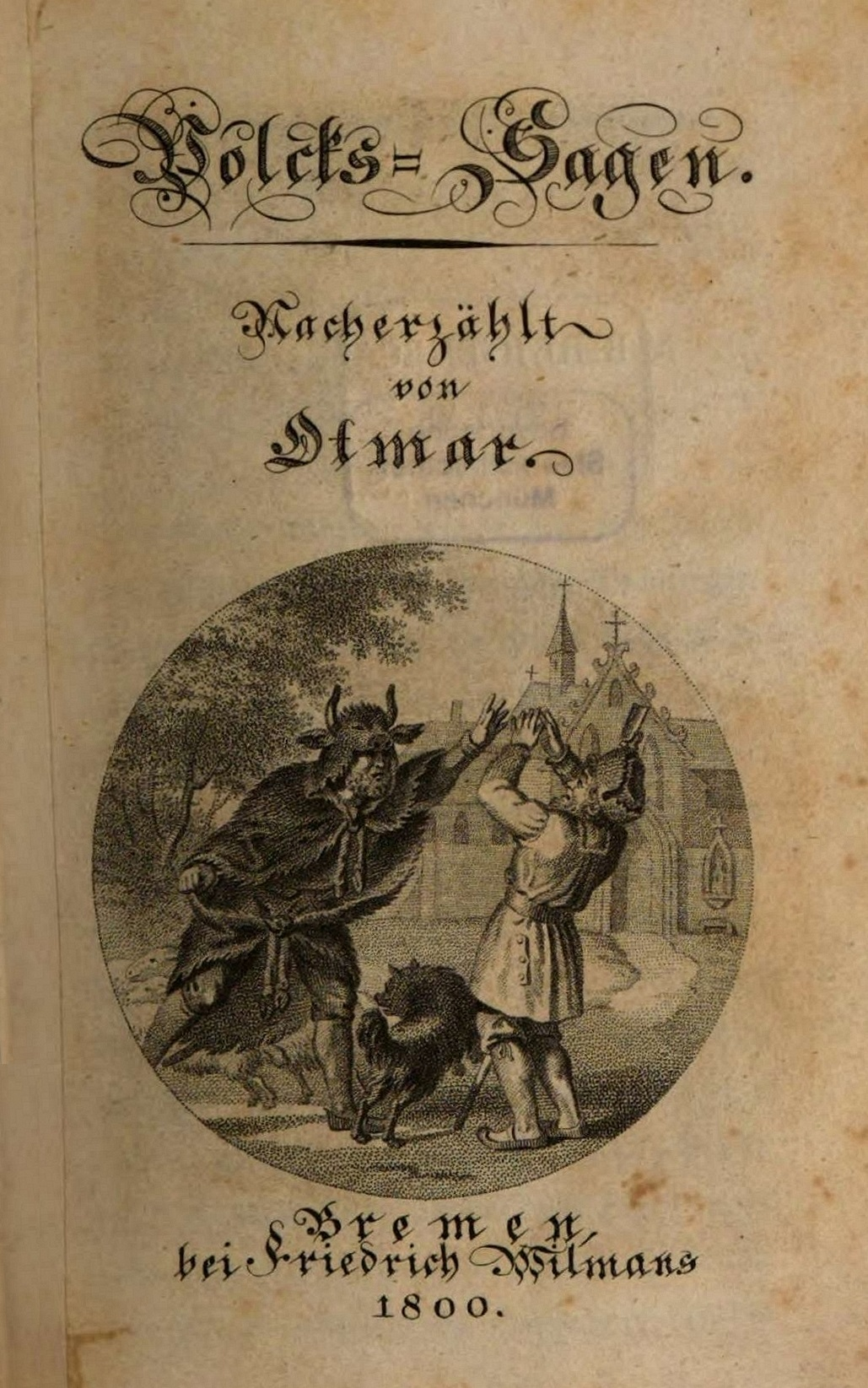
Titelseite der Erstausgabe von Nachtigals Volcks=Sagen von 1800.

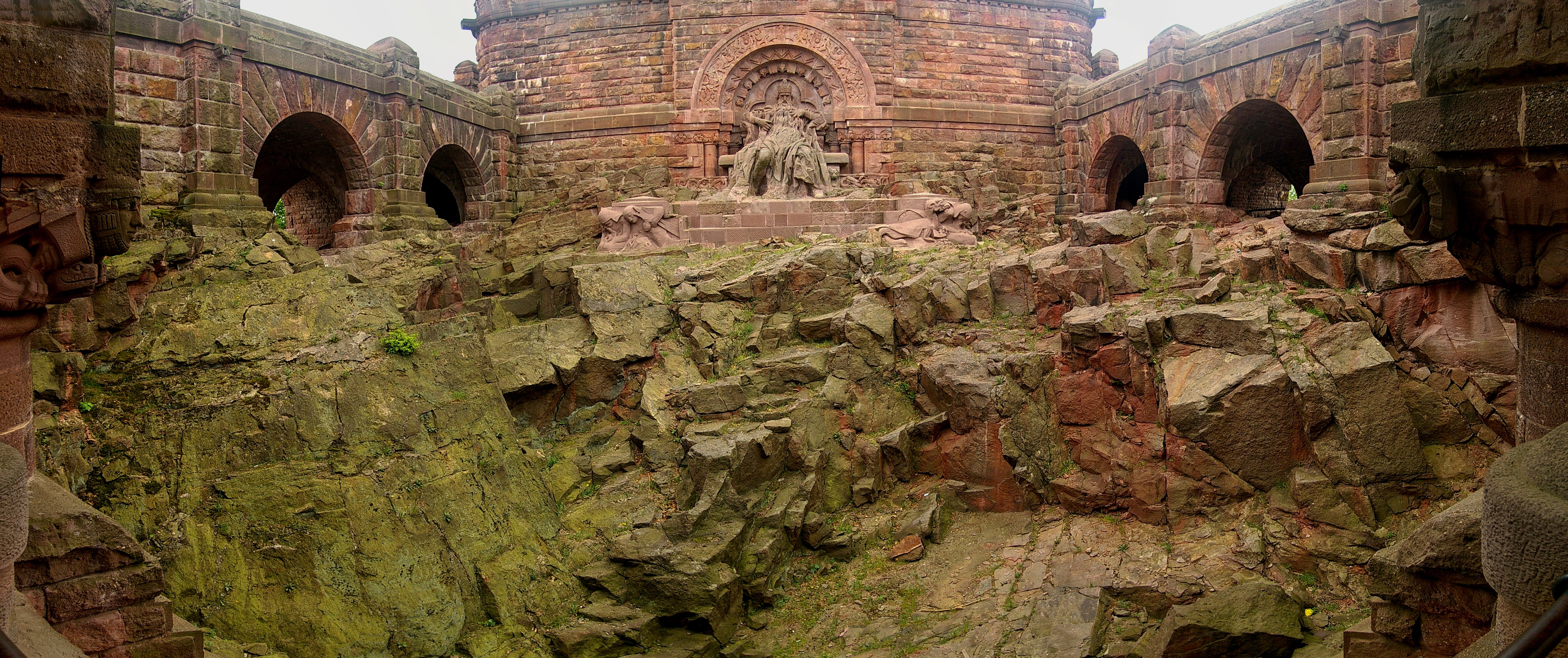
Barbarossagrotte am Kyffhäuserdenkmal

Im Vorwort zu den Volkssagen (1800) schreibt Nachtigal, dass es sich bei seiner Sammlung um „örtliche Volkssagen“ aus dem Hartingau handelt, wozu auch das heimatliche Halberstadt und der Kyffhäuser gehören. Die Sagen sollen „größtenteils aus dem 12. bis 16. Jahrhundert“ stammen. Die überregional bekannteste Sage des Harzgau ist die Barbarossasage vom Kaiser Friedrich I., der im Kyffhäuser schläft und auf bessere Zeiten wartet. Diese Sage mit dem Motiv der Bergentrückung kommt in der Sammlung selbst nicht vor, klingt aber in der Sage vom schlafenden Ziegenhirten mit an. Auch in der an den Ziegenhirten anschließenden Sage Der verzauberte Kaiser wird sie kurz angerissen. Darin trifft ein frommer Bergmann am Kyffhäuser unverhofft den lebendigen Kaiser Friedrich, der auf einem goldenen Thron sitzt und dessen roter Bart durch einen steinernen Tisch hindurchgewachsen ist. Beide Sagen sind im ersten Abschnitt des Buchs als „Örtliche Volkssagen von der Südseite des Harzes“ eingeordnet. Der Volkskundler Büsching übernahm die Erzählung in seine Volkssagen, Märchen und Legenden (1812) und ordnete sie im VII. Abschnitt „Sagen und Mährchen vom Harz“ unter die Kyffhäuser-Sagen ein.
Das zentrale Motiv vom Zauberschlaf findet sich in vielen Sagen und Märchen aus den verschiedensten Kulturkreisen (Siebenschläfer-Legende, Dornröschen). Im Aarne-Thompson-Index, der für die Erzählforschung maßgeblichen Klassifizierung von Märchenstoffen, wird das Motiv vom Zauberschlaf unter dem Sigel AaTh 766 geführt.

## Inhalt
Im kleinen Örtchen Sittendorf am Kyffhäuser lebt der Ziegenhirte Peter Klaus. Als er eines Abends beobachtet, wie sich eine seiner Ziegen von der Herde absondert und in einer Höhle verschwindet, folgt er ihr. In der Höhle trifft er einen Knappen, der ihm schweigend andeutet, ihm zu folgen. Auf einer von Felsen umschlossenen Wiese begegnet er zwölf Rittersleuten beim Kegelspiel. Nachdem er Wein aus einer sich stets neu füllenden Kanne getrunken hat, fällt er in einen tiefen Schlaf. Als Peter erwacht, sind seine Ziegen fort, seine Hütte verfallen und die Dorfbewohner erscheinen ihm ebenso fremd wie er ihnen. Eine junge Frau, die ihn an seine Gattin erinnert, erweist sich als seine Tochter Marie. Sie offenbart ihm, dass ihr Vater vor 20 Jahren auf dem Kyffhäuser verschwunden sei.

## Rezeption

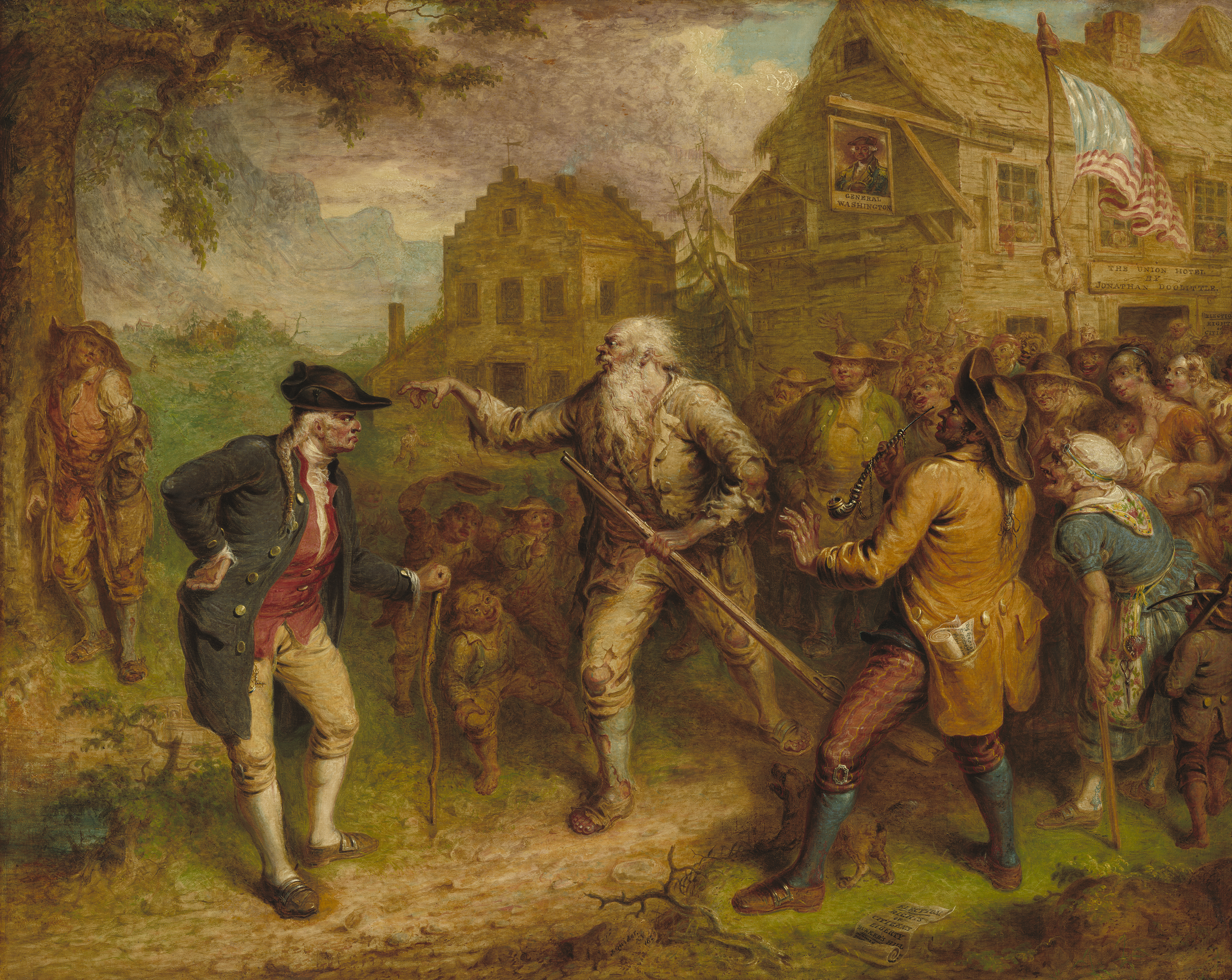
Die Rückkehr des Rip Van Winkle
Gemälde von John Quidor, 1849.

Im Juni 1818 adaptierte der New Yorker Schriftsteller Washington Irving die Sage vom Ziegenhirten Peter Klaus und machte sie zur Vorlage seiner eigenen Erzählung Rip Van Winkle. Irving verlegte die Handlung vom Kyffhäuser in die von holländischen Einwanderern besiedelten Catskills am Fuße der Appalachen im US-Bundesstaat New York. Rip Van Winkle erschien zusammen mit The Legend of Sleepy Hollow (deutsch: Die Sage von der schläfrigen Schlucht) in Irvings Skizzenbuch (1819) und gilt als eine der ersten Kurzgeschichten (short story) der Weltliteratur. Als Autorennamen verwendete er sein bereits mit dem vorangegangenen Buch Diedrich Knickerbockers humoristische Geschichte der Stadt New York etabliertes germanophiles Pseudonym Diedrich Knickerbocker. Eine erste Übersetzung von Rip Van Winkle ins Deutsche erschien bereits im November 1819.
Der enge Bezug zwischen den beiden Texten wurde 1826 anlässlich einer Übersetzung der Legende ins Englische (Peter Klaus the Goatherd) vermerkt. Einige Passagen von Irvings Erzählung sind tatsächlich kaum mehr als Übersetzungen von Nachtigals Vorlage, so dass etwa Stanley T. Williams in seiner Irving-Biografie (1935) die Klage erhob, Irving habe „geklaut“.

## Ausgabe
- Johann Karl Christoph Nachtigal: Volcks=Sagen. Nacherzählt von Otmar. Friedrich Wilmans, Bremen 1800, S. 151–158. (Digitalisat) (Google Books)

## Einzelbelege
1. ↑  Johann Karl Christoph Nachtigal: Volcks-Sagen, S. 3.
2. ↑  Nachtigal: Volcks-Sagen, S. 159–166.
3. ↑  Nachtigal: Volcks-Sagen, S. 71.
4. ↑  Johann Gustav Gottlieb Büsching: Volkssagen, Märchen und Legenden, Reclam, Leipzig 1812, S. 327–331.
5. ↑  Andrew B. Myers: A Century of commentary on the works of Washington Irving, 1860-1974. Tarrytown, N.Y., 1976, S. 462.
6. ↑  Andrew Burstein: The Original Knickerbocker, New York 2007, S. 125.
7. ↑  Rip Van Winkel. Eine Erzählung. In: Amerika, dargestellt durch sich selbst, Nr. 81 (November 1819), S. 325–327.
8. ↑  Der Übersetzer Thomas Roscoe formulierte: “In this very popular German tradition, the reader will easily recognize the origin of one of Mr. Washington Irving’s most pleasing productions, Ripp [sic] van Winkle, which, however, it may be added, contains much additional cleverness and amusement.” (The German Novelists, 4 vols, London 1826, Vol. II, p. 60).
9. ↑  Williams, The Life of Washington Irving, S. 183.